# Juncais
Juncais é uma localidade portuguesa do Município de Fornos de Algodres, situada na antiga província da Beira Alta, na região do Centro e sub-região da Serra da Estrela, que foi sede da extinta Freguesia de Juncais, freguesia com 9,04 km² de área e 284 habitantes (2011), e, por isso, uma densidade populacional de 31,4 hab/km². Incluia os lugares de Cadoiço e Ponte de Juncais.
A Freguesia de Juncais foi extinta em 2013, no âmbito de uma reforma administrativa nacional, para, em conjunto com as Freguesias Vila Ruiva e Vila Soeiro do Chão, formar uma nova freguesia denominada União das Freguesias de Juncais, Vila Ruiva e Vila Soeiro do Chão da qual é a sede.
Juncais fez parte do concelho de Linhares extinto em 24 de Outubro de 1855 e passou então para o concelho de Celorico da Beira. Em 13 de Janeiro de 1898, foi anexada ao concelho (atual município) de Fornos de Algodres.

## População
★ Nos anos de 1864 a 1890 pertenceu ao concelho de Celorico da Beira. Passou para o actual concelho por decreto de 13/01/1898. Pelo decreto-lei nº 37.122, de 28/10/1948, foram desanexados lugares desta freguesia para criar a freguesia de Vila Soeiro do Chão

| Nº de habitantes | Nº de habitantes | Nº de habitantes | Nº de habitantes | Nº de habitantes | Nº de habitantes | Nº de habitantes | Nº de habitantes | Nº de habitantes | Nº de habitantes | Nº de habitantes | Nº de habitantes | Nº de habitantes | Nº de habitantes | Nº de habitantes | Nº de habitantes |
| ---------------- | ---------------- | ---------------- | ---------------- | ---------------- | ---------------- | ---------------- | ---------------- | ---------------- | ---------------- | ---------------- | ---------------- | ---------------- | ---------------- | ---------------- | ---------------- |
| Censo            | 1864             | 1878             | 1890             | 1900             | 1911             | 1920             | 1930             | 1940             | 1950             | 1960             | 1970             | 1981             | 1991             | 2001             | 2011             |
| Habit            | 795              | 863              | 995              | 1 126            | 1 108            | 1 007            | 1 032            | 1 086            | 580              | 483              | 319              | 351              | 354              | 316              | 284              |
| Varº             |                  | +9%              | +15%             | +13%             | -2%              | -9%              | +2%              | +5%              | -47%             | -17%             | -34%             | +10%             | +1%              | -11%             | -10%             |

|     | 0-14 anos | 15-24 anos | 25-64 anos | 65 e + anos |
| Hab | 41 \| 34  | 42 \| 19   | 141 \| 143 | 92 \| 88    |
| Var | -17%      | -55%       | +1%        | -4%         |

## Património
- Igreja Matriz de São Tiago;
- Capela de Nossa Senhora das Preces, na aldeia do Cadoiço;
- Capela de Nossa Senhora da Saúde;
- Casa Grande (Fornos de Algodres) (Largo do Terreiro, antigo Largo da Fonte).